# Muscae volitantes
Muscae volitantes (termenul în limba latină pentru „muscă zburătoare”) este un fenomen care se întâmplă atunci când proteinele și celulele roșii din sânge și țesuturi aruncă umbre pe retină.